# Rudolf Möller-Dostali
Otto Carl Rudolf Möller-Dostali (* 1. April 1892 in Wiesbaden-Biebrich; † 24. Januar 1961 in Essen) (Deckname Otto Richthofer) war ein deutscher politischer Funktionär (KPD, SPD).

## Leben und Tätigkeit
Rudolf Möller-Dostali war ein Sohn des Telegraphisten Johann Georg Möller und seiner Frau Amalie, geb. Lehr. Nach dem Schulbesuch erlernte er das Malerhandwerk und übte seinen Beruf anschließend auf einer Schiffswerft aus. 1911 wurde er Mitglied der Sozialdemokratischen Partei Deutschlands (SPD). Er wandte sich schließlich dem Journalismus zu und arbeitete für mehrere sozialdemokratische Blätter.
1913 ging Möller-Dostali nach Brasilien, wo er für ein internationales Pressebüro in São Paulo arbeitete. Nach dem Ersten Weltkrieg kehrte er nach Deutschland zurück, wo er 1920 in die Kommunistische Partei Deutschlands (KPD) eintrat. Für diese redigierte er seit diesem Jahr unter dem Pseudonym Otto Richthofer einige Zeit die Zeitung Arbeiterzeitung in Bielefeld.
Von August 1925 bis Oktober 1926 fungierte Möller-Dostali als Sekretär der KPD im Unterbezirk Bielefeld, anschließend wechselte er als Polleiter (bis 1930) für den Bezirk Niedersachsen zur KPD-Bezirksleitung in Hannover. Zu dieser Zeit agierte war er wegen seiner undurchsichtigen Vergangenheit umstritten. Die parteiinterne Opposition griff ihn vor allem deshalb an, weil er in Niedersachsen zunächst die Linie des Zentralkomitees (ZK) gegen die Linke und dann gegen die Gruppe der sogenannten „Versöhnler“ verteidigte.
1930 wurde Richthofer Sekretär des Westeuropäischen Büros der Komintern. 1931 wurde ein Parteiverfahren gegen ihn eingeleitet, über dessen langsamen Verlauf er sich 1932 beim ZK beschwerte. Nach einer kurzen Tätigkeit in der sowjetischen Handelsvertretung in Berlin 1932 wurde er Mitglied der Presseabteilung des ZK. Tätigkeit für die kommunistische Internationale Pressekorrespondenz führten ihn unter anderem nach Spanien, Frankreich, Belgien und auf den Balkan.
Nach dem Machtantritt der Nationalsozialisten im Frühjahr 1933 amtierte Richthofer von 1933 bis Juli 1934 als Leiter der illegalen Roten Hilfe in Berlin-Brandenburg, bevor er, um sich der Festnahme zu entziehen, nach Prag floh, wo er zeitweise als Leiter einer Emigrantengruppe agierte.
Im Dezember 1934 trat Richthofer aus der KPD, nachdem er sich im Laufe des Jahres 1934 dem Katholizismus zugewandt hatte und Ende des Jahres zu diesem konvertiert war. Unter dem Einfluss der Enzyklika Quadragesimo anno (1931) entwickelte er Vorstellungen einer weitgehenden Übereinstimmung zwischen demokratischem Sozialismus und christlichem Humanismus. So beteiligte er sich in der Folgezeit an der Gründung des Christlichen Reichsbundes für deutsche Freiheit und gab seither die Christlichen Freiheitsbriefe heraus. 1937 beteiligte er sich mit der Volkssozialistischen Bewegung, der Schwarzen Front u. a. christlichen und nationalrevolutionären Gruppierungen an der Unterzeichnung des Aufrufs der Deutschen Front gegen das Hitlerregime vom 10. Januar 1937. Im April desselben Jahres war er Teilnehmer der Konferenz des Vorbereitenden Komitees für die Gründung des deutschen Volksrates in Preßburg.
Im Februar 1938 wurde Möller-Dostali Chefredakteur der unter Mitarbeit des Jesuiten Friedrich Muckermann einmalig erschienenen christlich-sozialen Zeitung Abendland. 1938 floh er nach Großbritannien, wo er sich 1942 der SPD anschloss. Im selben Jahr wurde er Vorstandsmitglied der Katholischen Arbeitsgemeinschaft für Politik und Wirtschaft in London sowie Mitglied der Landesgruppe deutscher Gewerkschafter in Großbritannien. 1944 wurde er in den Vorstand der Vereinigung deutscher Sozialdemokraten gewählt. Er gab einen regelmäßigen Informationsdienst heraus, der hauptsächlich für die Deutschen in Südamerika bestimmt war. 1945 wurde Möller-Dostali als SPD-Vertreter Mitglied der Beratungskommission der Gewerkschaftsgruppe.
1946 kehrte Möller-Dostali nach Deutschland zurück. im Januar 1948 übernahm er das Amt des Chefredakteurs des DGB-eigenen Bundes Verlages, außerdem wurde er Chefredakteur des Organs der DGB-Jugend Aufwärts. Im Oktober 1948 schied er aus dem Bundes Verlag wegen des Verdachts der kommunistischen Agententätigkeit wieder aus, worauf er mit einer Gegenklage reagierte. 1949 übernahm er die außenpolitische Redaktion der Neuen Ruhr Zeitung. In der SPD war er nach seiner Rückkehr zunächst Geschäftsführer und dann Vorsitzender des Unterbezirks Siegkreis. Im Mai 1948 wurde er Mitglied des Vorstandes des Bezirks Oberrhein in Essen. Von 1952 bis 1958 stand er schließlich an der Spitze des SPD-Unterbezirkes Essen. Zur selben Zeit war er außenpolitischer Redakteur der Neuen Ruhr-Zeitung.

## Familie
1945 heiratete Rudolf Möller-Dostali in London erstmals. 1952 heiratete er in zweiter Ehe die Essenerin Berta Labudat (1909–2001). Sie war seit 1948 Stadtverordnete für die SPD und unter ihrem Ehenamen Berta Möller-Dostali von 1954 bis 1965 Geschäftsführerin der Arbeiterwohlfahrt im Bezirk Niederrhein, von 1965 bis 1973 Geschäftsführerin des Arbeiterwohlfahrt-Kreisverbandes Essen und von 1968 bis 1979 Bürgermeisterin von Essen war.

## Schriften
- Sozialismus und Katholizismus, 1947.